# ヴォワザン

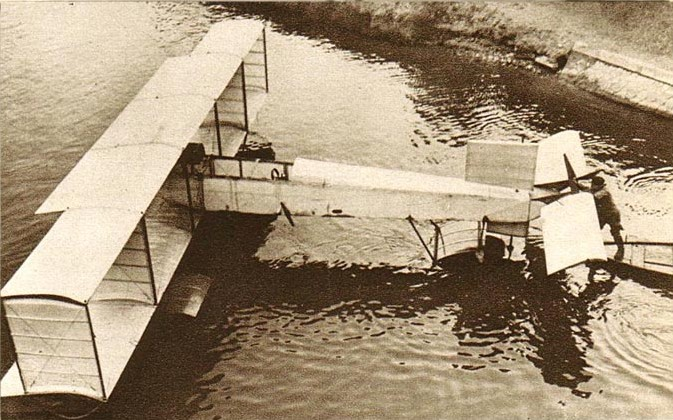
Canard Voisin

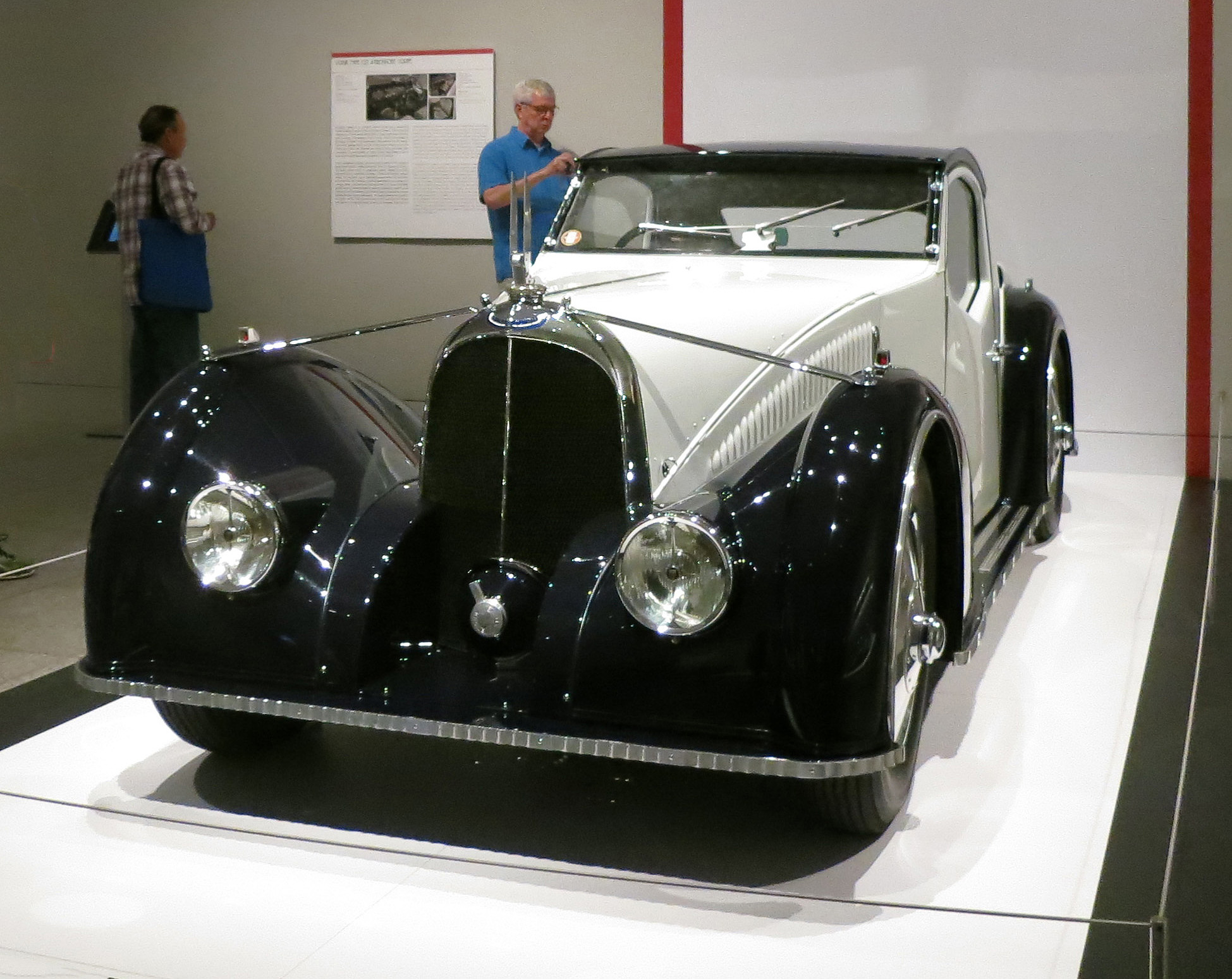
ヴォワザン Type C27

ヴォワザン航空機（Aéroplanes Voisin）はフランスの初期の航空機メーカーである。1906年にシャルル・ヴォワザンとガブリエル・ヴォアザンの兄弟によって設立された。後に自動車メーカーヴォワザン (Avions Voisin)として自動車を製造。しかし1939年に自動車業界から撤退し短命に終わる。
ガブリエル・ヴォアザンがパリ近くのBillancourtに「ヴォワザン兄弟飛行機会社」（Appareils d'Aviation Les Freres Voisin）として設立。最初の商業民間航空機メーカーといえる。はじめはブレリオ式の牽引式の単葉機を製作したが成功作とはならなかった。1907年にレオン・ドラグランジュ(Leon Delagrange, 1873年-1910年)のために推進式のドラグランジュ No. 1を製作し、推進式の形式がヴォアゾン機の特徴となった。続くドラグランジュ No. 2はヨーロッパ製の航空機として、初めて1km以上を飛行した機体となった。レオン・ドラグランジュのほかにアンリ・ファルマンもヴォワザン機で初期の記録飛行をおこなった。1910年に飛行艇Canard Voisinを開発し、成功作となり、1912年までに80機ほどが製作された。
1912年にシャルル・ヴォワザンは交通事故で死亡した。

## 第一次世界大戦のヴォワザン機
1912年のフランス海軍のためにType L（ヴォアザン I）が開発され、70機ほどが製造されロシアでも少数が製造された。後継機のType LA（ヴォアザン III）は第一次世界大戦の勃発により多数が製造された。さらに改良されてType LB（ヴォアザン IV）、Type LBS（ヴォアザン V）が製造された。1916年に大型化されたType LC（ヴォアザン VII）は失敗作となり100機ほどの生産にとどまった。
第一次世界大戦の勃発後、フランスでは、航空工業の生産力を増加させるために、異業種の企業は航空業界に参入した。1918年までに機体を製造するVoisin-Lafresnaye社やエンジンを製造するVoisin-Lefebvre社が作られた。
ヴォアザン VIIに続いて作られた、ヴォアザン VIII（Type LAP、Type LBP）は1916年から1917年の間の、フランス陸軍の主要な夜間爆撃機となり大量に生産された。ヴォアザン IX（Type LC）は偵察機としてはサルムソン 2やブレゲー 14に性能が劣り、ヴォアザン VIIIにより信頼性の高いエンジンとしたヴォアザン X（Type LAR、Type LBR）は登場が遅れたが終戦までに900機が製造された。最後の設計のヴォアザン XIIは終戦により生産されなかった。
1918年になってガブリエル・ヴォアザンは、自動車工業に興味を持ち、航空事業から撤退した。